# Bruce Emms
Bruce John Anders Emms, född 19 december 1948 i London i Storbritannien, död 18 augusti 2022 i Älvsborgs distrikt i Göteborg, var en brittisk musiker och musikhandlare. Han förestod musikaffären Musik Utan Gränser vid Kaserntorget i Göteborg från 1973 till sin död 2022.
Han omnämns ofta som en av de viktigaste personerna inom Göteborgs musikliv och hade samröre med bland andra Håkan Hellström, The Soundtrack of Our Lives, Björn Olsson, Mattias Hellberg, Timo Räisänen, Broder Daniel och Bad Cash Quartet.
Den 9 september 2022 hölls en hyllningsgala på Pustervik i Göteborg till hans minne. Under kvällen återförenades bland annat The Soundtrack of Our Lives, och Triple & Touch framträdde med Lasse Kronér för första gången på 22 år.